# 黑新箭齒雀鯛
黑新箭齒雀鯛（学名：Neoglyphidodon melas），又稱黑副雀鯛、黑新刻齒雀鯛、黑豆娘魚，为雀鲷科新箭齒雀鯛屬的鱼类，俗名黑新刻齿雀鲷、黑拟豆娘鱼。分布于印度西太平洋區，從紅海、東非到印度、馬來半島、菲律賓、台灣、琉球群島、帛琉、新幾內亞、索羅門群島、萬那杜與澳洲北部等，主要栖息于礁池与水深1-12米的礁体斜面旁以及常在突出的礁石或软珊瑚围绕处。该物种的模式产地在爪哇。

## 特徵
本魚全身為均勻的深黑色，且無其他斑點。7公分以下幼魚，體呈淺藍色。腹鰭、臀鰭淺藍色，外緣鰭條黑藍色，背部有一黃色縱帶，由吻尖通達背鰭末端。背鰭有硬棘13枚、軟條14至16枚；臀鰭有硬棘2枚、軟條13至14枚。體長可達18公分。

## 生態
本魚棲息在珊瑚礁密生的礁湖或珊瑚礁上，大多獨自行動或成雙游動，以浮游生物或小型甲殼類維生。

## 經濟利用
幼魚時體色鮮艷，為主要的海水觀賞魚，因為背部有一黃色橫帶，所以在水族館常被稱為「黃帝雀鯛」，飼養時該物種在圈養條件下的平均壽命為2至3年，pH值保持在8.1至8.4之間，水硬度保持在6°至10°之間。